# 3番線/水平線
《3番線/水平線》是日本二人组合柚子（ゆず）的第17张单曲。2003年2月19日由其所属公司Senha&Company发售。